# Парламентские выборы в Уганде (1980)
Парламентские выборы в Уганде проходили 10 и 11 декабря 1980 года. Голосование проходило после свержения диктатуры Иди Амина в 1979 году в результате угандийско-танзанийской войны. Фактически эти выборы в Парламент Уганды стали первыми в независимой Уганде, поскольку предыдущие выборы 1962 года прошли до объявления страной независимости. В результате победу одержал Народный конгресс Уганды президента Милтона Оботе, получивший 75 из 126 мест парламента. Явка составила 85,2%.
Народный конгресс Уганды был единственной партией представившей кандидатуры на все 126 мест парламента, которые выступали единственные кандидатами в 17 избирательных округах. Оппозиция заявляла, что Народный конгресс Уганды победил только в результате широкомасштабных фальсификаций, что в конечном итоге привело к гражданской войне.

## Результаты
| Партия                              | Голосов   | %    | Мест | +/−   |
| ----------------------------------- | --------- | ---- | ---- | ----- |
| Демократическая партия              | 1 966 244 | 47,1 | 50   | +26   |
| Народный конгресс Уганды            | 1 963 679 | 47,1 | 75   | +38   |
| Угандийское патриотическое движение | 171 785   | 4,1  | 1    | новая |
| Консервативная партия               | 70 181    | 1,6  | 0    | новая |
| Недействительных/пустых бюллетеней  | 2 419     | –    | –    | –     |
| Всего                               | 4 174 328 | 100  | 126  | +44   |
| Зарегистрированных избирателей/Явка | 4 898 117 | 85,2 | –    | –     |
| Источник: Nohlen et al.             |           |      |      |       |